# Robert Jankel
Robert Jankel (Londra, 1º gennaio 1938 – 25 maggio 2005) è stato un designer britannico, specializzato nella progettazione di limousine, auto blindate ed altri veicoli speciali.
Ha inoltre fondato la casa automobilistica Panther Westwinds.